# Hermann Feuerhahn
Hermann Feuerhahn   (Bönnien, 20 de maig de 1873 - Berlín, 19 d'abril de 1941)) va ser un escultor alemany especialment conegut per la seva escultura arquitectònica.

## Biografia
Diverses de les seves obres van ser creades juntament amb Georg Roch i s'atribueixen conjuntament a Feuerhahn & Roch.
El 1905, Feuerhahn va fundar els Tallers d'Art del Cementiri juntament amb Hugo Lederer, Georg Wrba i altres escultors. Allà van dissenyar làpides que es comercialitzaven en funció de la construcció tipus amb senzilles modificacions.
Feuerhahn va morir a Berlín als 77 anys.

## Obres

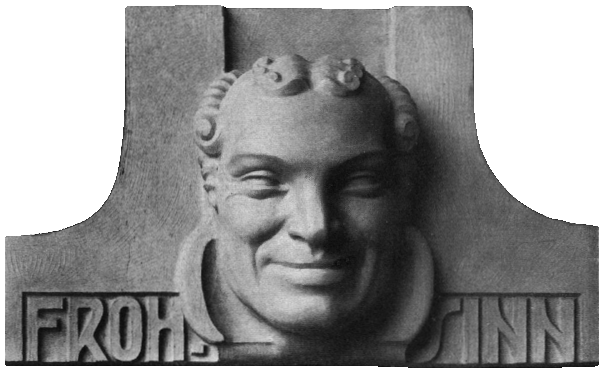
Frohsinn (de la sèrie Temperamente) al Stadttheater Bremerhaven (1910)

- 1906–1910: Construcció d'escultura al Teatre Freiburg.[3]
- 1909: Treball d'escultura al Markthalle IV#Berliner Postscheckamt (disseny Alfred Lempp, Implementing the building sculpture with Christoph Hasselwander).[4]
- 1909: Treball d'escultura al Teatre Hebbel de Berlín (arquitecte: Oskar Kaufmann).
- 1911–1912: Decoració escultòrica de les façanes i els interiors del Stadttheater Bremerhaven (amb Georg Roch; arquitecte: Oskar Kaufmann).
- 1914/1915: ornamentació escultòrica (màscares als parapets) per al Gerickesteg sobre el Spree a Berlín (amb Georg Roch)
- 1915–1917: plaques de donant per a la Bismarckturm a Burg im Spreewald (amb Georg Roch)